# 659
سنة 659 م كانت سنة بسيطة تبدأ يوم الثلاثاء (الرابط يظهر نموذج التقويم الكامل للسنة) من التقويم اليولياني. بدأت تسمية السنة ب659 منذ العصور الوسطى المبكرة، عندما أصبح تقويم أنو دوميني هو الأسلوب السائد في أوروبا لتسمية السنوات.

## أحداث
- وفي سنة 39 هـ/ 659 م تطورت الأحداث السياسية بشكل كبير، إذ تشجع معاوية على إرسال الغارات إلى المناطق الداخلة في طاعة الخليفة علي بن ابي طالب عليه السلام، ومما شجعه في الإقدام على هذه الخطوة دخول مصر في طاعته.
- معركة النهروان إحدى المعارك الإسلامية الداخلية المبكرة، وقعت سنة 38 هـ (حوالي سنة 659م)، بين علي بن أبي طالب وبين المحكّمة (الخوارج فيما بعد).

- ظهور مقبره كبيره تعود إلى الصحابي قثم بن العباس بن عبد المطلب تسمى بمقبره (قثم بن العباس) وتسمى أيضا بمقبره (شاه زنده)تقع في الجزء الشمالي الشرقي من سمرقند، أوزبكستان.

## مواليد
- علي بن الحسين السجاد

## وفيات
27٬982٬462الوفيات هذا العام. 114٬142الوفيات اليوم... 114٬537٬835عدد الحواسيب المباعة هذا العام... 1٬307٬367عدد الكتب الجديدة التي تم نشرها هذا العام
- صهيب بن سنان صحابي ومولى لبني تيم بن مُرّة، وأحد السابقين إلى الإسلام، ومن المستضعفين في مكة الذين عُذّبوا ليتركوا دين الإسلام. ترك صهيب كل ماله ليهاجر
- يشوعيهب الثالث